# Schachbundesliga 2004 (Schweiz)
In der Saison 2004 der Schweizer Bundesliga im Schach lieferten sich Basel BVB und Niederrohrdorf ein Kopf-an-Kopf-Rennen um den Titel, und dank des Sieges im direkten Vergleich hatten die Basler am Ende einen Mannschaftspunkt Vorsprung.
Der Titelverteidiger ASK Winterthur musste sich mit dem fünften Platz begnügen. Aus der 2. Bundesliga war der Schachverein Birsfelden/Beider Basel aufgestiegen, der sich als Dritter problemlos behauptete, absteigen musste hingegen der Club d’échecs de la Chaux-de-Fonds.
Zu den gemeldeten Mannschaftskadern der teilnehmenden Vereine siehe Mannschaftskader der schweizerischen 1. Bundesliga im Schach 2004.

## Abschlusstabelle
| Pl. | Verein                                   | Sp | G | U | V | MP   | Brett-P.  |
| --- | ---------------------------------------- | -- | - | - | - | ---- | --------- |
| 01. | Basel BVB                                | 7  | 6 | 1 | 0 | 13:1 | 33,5:22,5 |
| 02. | Schachclub Niederrohrdorf                | 7  | 6 | 0 | 1 | 12:2 | 36,0:20,0 |
| 03. | Schachverein Birsfelden/Beider Basel (N) | 7  | 4 | 0 | 3 | 8:6  | 37,0:19,0 |
| 04. | SV Wollishofen                           | 7  | 4 | 0 | 3 | 8:6  | 28,0:28,0 |
| 05. | ASK Winterthur (M)                       | 7  | 3 | 1 | 3 | 7:7  | 32,0:24,0 |
| 06. | Luzern Musegg                            | 7  | 2 | 0 | 5 | 4:10 | 21,0:35,0 |
| 07. | Nimzowitsch Zürich                       | 7  | 1 | 1 | 5 | 3:11 | 19,5:36,5 |
| 08. | Club d’échecs de la Chaux-de-Fonds       | 7  | 0 | 1 | 6 | 1:13 | 17,0:39,0 |

## Entscheidungen
|     | Schweizer Bundesmeister: Basel BVB                                 |
|     | Absteiger in die 2. Bundesliga: Club d’échecs de la Chaux-de-Fonds |
| (M) | Meister der letzten Saison                                         |
| (N) | Aufsteiger der letzten Saison                                      |

## Kreuztabelle
| Ergebnisse | Ergebnisse                           | 01. | 02. | 03. | 04. | 05. | 06. | 07. | 08. |
| ---------- | ------------------------------------ | --- | --- | --- | --- | --- | --- | --- | --- |
| 01.        | Basel BVB                            |     | 5   | 4½  | 5   | 5   | 5½  | 4½  | 4   |
| 02.        | Schachclub Niederrohrdorf            | 3   |     | 5   | 5½  | 4½  | 6   | 7   | 5   |
| 03.        | Schachverein Birsfelden/Beider Basel | 3½  | 3   |     | 7   | 3½  | 6½  | 7   | 6½  |
| 04.        | SV Wollishofen                       | 3   | 2½  | 1   |     | 4½  | 5½  | 4½  | 7   |
| 05.        | ASK Winterthur                       | 3   | 3½  | 4½  | 3½  |     | 7   | 4   | 6½  |
| 06.        | Luzern Musegg                        | 2½  | 2   | 1½  | 2½  | 1   |     | 6½  | 5   |
| 07.        | Nimzowitsch Zürich                   | 3½  | 1   | 1   | 3½  | 4   | 1½  |     | 5   |
| 08.        | Club d’échecs de la Chaux-de-Fonds   | 4   | 3   | 1½  | 1   | 1½  | 3   | 3   |     |

## Aufstiegsspiel zur 1. Bundesliga
Für das Aufstiegsspiel qualifiziert hatten sich mit Schwarz-Weiss Bern und Bianco Nero Lugano die Sieger der beiden Zweitligastaffeln. Der Wettkampf fand am 9. Oktober in Lugano statt. Lugano setzte sich knapp mit 4½:3½ durch und stieg damit in die 1. Bundesliga auf.
| Bianco Nero Lugano  | Schwarz-Weiss Bern | Ergebnis |
| ------------------- | ------------------ | -------- |
| Daniel Contin       | Markus Klauser     | 0:1      |
| Daniele Genocchio   | Frank Salzgeber    | 1:0      |
| Fabrizio Patuzzo    | Markus Rufener     | 0:1      |
| Emiliano Aranovitch | Kaspar Kappeler    | 1:0      |
| Aurelio Colmenares  | Olaf Nazarenus     | ½:½      |
| Francesco Antognini | Nicolas Curien     | 0:1      |
| Nicola Ambrosini    | Christoph Schmid   | 1:0      |
| Vladimir Paleologu  | Michael Brönnimann | 1:0      |

## Die Meistermannschaft
| 1.            | Basel BVB |
| Schachfiguren | Christoph Pfrommer, Christof Herbrechtsmeier, Pascal Mäser, Jose Perez, Andreas Montoro, Zeljko Stankovic, Dorian Jäggi, Roland Schmid, Anton Allemann, Peter Erismann, Clemens Werner, Georg Siegel. |